# سوزان كولنز
سوزان كولنز (بالإنجليزية: Suzanne Collins)‏ (مواليد 10 أغسطس 1962) هي كاتبة وروائية أمريكية، اشتهرت بكتابة الروايات الخيالية. عُرفت من خلال سلسلتي سجلات العالم السفلي (2003-2007) ومباريات الجوع (2008-2010) اللتين صُنفتا من قبل صحيفة نيويورك تايمز كأفضل السلاسل مبيعًا.

## حياتها المبكرة
وُلدت سوزان ماري كولنز في 10 أغسطس 1962، في هارتفورد، كونيتيكت، لوالدتها جين برادي كولنز (مواليد 1931) ووالدها الكولونيل مايكل جون كولنز (1931–2003)، وهو ضابط في القوات الجوية الأمريكية، خدم في الحرب الكورية وحرب فيتنام. سوزان هي الأصغر بين أربعة أطفال، من بينهم كاثرين (مواليد 1957)، وأندرو (مواليد 1958)، وجوان (مواليد 1960). باعتبارها ابنة ضابط عسكري، كانت هي وعائلتها يتنقلون باستمرار. أمضت طفولتها في شرق الولايات المتحدة.
تخرجت كولنز من مدرسة ألاباما للفنون الجميلة في برمنغهام عام 1980 بصفة متخصصة في الفنون المسرحية. حصلت على درجة البكالوريوس في الآداب من جامعة إنديانا بلومنغتون في عام 1985 مع تخصص مزدوج في المسرح والاتصالات. في عام 1989، حصلت كولنز على درجة الماجستير في الفنون الجميلة تخصص الكتابة الدرامية من مدرسة تيش العليا للفنون في نيويورك.

## حياتها الشخصية
التقت كولنز بتشارلز بريور في عام 1991، وتزوجا في عام 1992. ويعيشون في ساندي هوك، كونيتيكت مع طفليهما، تشارلي وإيزابيل.

## مؤلفات
سلسلة سجلات العالم السُفلي
خماسية خيال علمي وفنتازية صدرت ما بين عامي 2003-2007، ومع أنها لم تنل حظها من الشهرة كما نالته ثلاثية مباريات الجوع التي صدرت لاحقًا للمؤلفة ما بين 2008-2010، إلا أنها حظيت بمراجعات نقدية كافية من قبل العديد من النقاد. وفيما يلي روايات السلسلة:
1. غريغور أوفرلاندر (2003)
2. غريغور ونبوءة باين (2004)
3. غريغور ولعنة الوورمبلودس (2005)
4. غريغور وعلامات السرية (2006)
5. غريغور ورمز المخلب (2007)

سلسلة مباريات الجوع
في عام 2008 قامت بكتابة روايتها مباريات الجوع وهي الأولى في سلسلة روايات حملت نفس الاسم، وهي الرواية التي صنفتها صحيفة نيويورك تايمز على أنها أفضل رواية بالعام والرواية الأكثر مبيعًا في الولايات المتحدة الأمريكية. وفي العام 2012، صدر أوّل فيلم مقتبس من السلسلة ضمن مجموعة أفلام سينمائية صدرت لاحقًا وكانت من توزيع شركة الإنتاج الكندية ليونزغيت إنترتاينمنت. وفيما يلي روايات السلسلة:
1. مباريات الجوع (رواية) (2008)
2. ألسنة اللهب (2009)
3. الطائر المقلد (2010)
4. أغنية الطيور المُغرّدة والثعابين (بادئة) (2020)

### كتب أخرى
1. عندما فقد تشارلي ماكبوتون قوته (2005)
2. عام الغابة (2013)

## وصلات خارجية
- سوزان كولنز على موقع IMDb (الإنجليزية)
- سوزان كولنز على موقع الموسوعة البريطانية (الإنجليزية)
- سوزان كولنز على موقع روتن توميتوز (الإنجليزية)
- سوزان كولنز على موقع مونزينجر (الألمانية)
- سوزان كولنز على موقع ميوزك برينز (الإنجليزية)
- سوزان كولنز على موقع أول موفي (الإنجليزية)
- سوزان كولنز على موقع بوكس أوفيس موجو (الإنجليزية)
- سوزان كولنز على موقع قاعدة بيانات الأفلام السويدية (السويدية)
- سوزان كولنز على موقع إن إن دي بي (الإنجليزية)
- سوزان كولنز على موقع قاعدة بيانات الفيلم (الإنجليزية)